# Autobusna linija br. 104 u Zagrebu
Linija 104 (Mihaljevac – Dom Ksaver) gradska je autobusna linija ZET-a u Zagrebu. Linija ponajprije služi korisnicima i posjetiteljima Doma umirovljenika Ksaver kao poveznica s tramvajsko-autobusnim terminalom Mihaljevac. Također povezuje i Dom zdravlja u Nemetovoj.

## Trasa
Prometuje trasom: Mihaljevac – Ksaverska cesta – Jandrićeva ulica – Naumovac – Nemetova ulica – Dom Ksaver

### Povijest
Linija je do otvorenja terminala Mihaljevac nakon rekonstrukcije, 7. siječnja 2025., prometovala na kraćoj trasi do Jandrićeve i nosila je naziv: Jandrićeva – Dom umirovljenika.

## Raspored
Linija prometuje svaki dan od 6:30 do 18:15 svakih 30 minuta.
Petkom ujutro četiri polaska prometuje od Doma Ksaver do Kaptola (tržnice Dolac) bez zaustavljanja na usputnim stajalištima. Dva od navedena polazaka ostalim danima prometuju redovnom trasom do Mihaljevca, dok su ostala dva dodatni polasci koji ostalim danima ne prometuju.
Na liniju 104 je disponiran 1 minibus iz Autobusnog pogona Dubrava.

## Vanjske poveznice
- Vozni red linije 104

1. ↑  Datoteke u GTFS formatu. zet.hr. Pristupljeno 5. lipnja 2025. - Sadrži informacije tijela javne vlasti u skladu s Otvorenom dozvolom